# Canopea
 (mars 2024).
 (mars 2024).
Canopea (anciennement Inter-Environnement Wallonie - IEW) est la fédération des associations environnementales belges. Fondée en 1971, Canopea représente plus de 130 associations environnementales. 
Main dans la main avec une communauté qui totalise près de 300.000 adhérents, Canopea défend les enjeux environnementaux auprès du politique, de la société civile et des conseils d’avis en Belgique et en Région wallonne.
Il existe également une association du même type pour le territoire de la Région de Bruxelles-Capitale dont le nom est Inter-Environnement Bruxelles.
Inter-Environnement Wallonie devient officiellement Canopea en octobre 2022. Elle change également son logo et son slogan qui devient « L'environnement en réseau ».

## Historique
Canopea (ex Inter-Environnement Wallonie) a été fondée en 1971.
En 2020, Sylvie Meekers est nommée directrice générale d'IEW après le départ de Céline Tellier qui devient ministre wallonne de l'Environnement, de la Nature, de la Forêt, de la Ruralité et du Bien-Être animal. Cette nouvelle directrice est qualifiée d'« atypique » pour l'association dans un article du journal Le Soir de par sa carrière dans le monde industriel et politique.

## Activités
Canopea (ex IEW) élabore des analyses et conseils dans les domaines de la nature, du climat, de la mobilité, de l’énergie, de l’alimentation, de l’agriculture, de la pollution environnementale (santé), de l’aménagement du territoire, du tourisme et de l’économie circulaire.
Canopea agit en Belgique auprès de tous les niveaux de décisions et de pouvoir. Son objectif est d'assurer le suivi critique des politiques publiques et leur remettre des propositions. 
Les 130 associations environnementales parties représentant 300.000 adhérant, lui confèrent une légitimité pour défendre les enjeux environnementaux auprès du politique, de la société civile et des conseils d’avis.

## Membres
Canopea (ex IEW) regroupe plus de 130 associations environnementales et près de 300 000 membres. Ceux-ci sont divers et variés tant dans la taille des structures que dans leurs domaines de compétence. On y retrouve par exemple les associations Chemins du rail, Greenpeace, Les Amis de la Fagne, Les Amis de la Terre, Natagora ou encore le WWF.

## Prises de position
En 2018, durant le problème sanitaire de la peste porcine africaine touchant notamment la Wallonie, Canopea (ex IEW) évoque la responsabilité des chasseurs parmi les causes de cette crise. Ceux-ci agiraient afin d'augmenter la densité des sangliers via des pratiques de nourrissage et d'importation de gibier de l'étranger. À la suite de cette déclaration, Canopea a reçu deux courriers de menaces de mort et a dès lors décidé de porter plainte.
En juin 2020, Canopea qualifie la Belgique de « cancre de la classe climatique européenne » des suites du rapport du collectif Climate Action Network Europe (CAN Europe). La Belgique ne serait pas sur la bonne trajectoire pour atteindre l'objectif de décarbonation de son économie d'ici 2050.
En août 2021, Canopea réagit à la publication du sixième rapport d'évaluation du GIEC pointant la responsabilité importante et les efforts à fournir de la part du secteur des entreprises et de l'industrie dont les émissions de dioxyde de carbone représenteraient près de la moitié des émissions nationales belges.

## Procédures judiciaires
En 1997, Canopea (ex IEW) introduit un recours en annulation auprès du Conseil d’État (Belgique) concernant un « arrêté sur les déchets toxiques ou dangereux adopté le 9 avril 1992 par l'exécutif régional wallon ». 
Ce recours amène le Conseil d’État à introduire une demande de décision préjudicielle auprès de la Cour de justice de l'Union européenne portant sur la Directive 91/156/CEE  - Délai de transposition - Effets - Notion de déchet. L'arrêt de la Cour sur cette affaire C-129/96 est publié le 18 décembre 1997. Les conclusions de celui-ci avancent premièrement que si une substance est intégrée dans un processus industriel, celle-ci ne perd pas pour autant sa dénomination de déchet et donc les règlementations qui y sont liées. En second lieu, la Cour souligne que durant la période de transposition de la directive en cause, un État membre n'est pas censé prendre des dispositions allant à l'encontre de celle-ci.
En 2011, Canopea (ex IEW) et l'ASBL Terre wallonne vont devant le Conseil d’État (Belgique) contre la Région wallonne afin de contester une norme nationale qui irait à l'encontre de la directive 2001/42/CE. Cette directive porte sur l'évaluation des incidences de certains plans et programmes sur l'environnement et dans cette affaire C-41/11, particulièrement sur la « protection des eaux contre la pollution par les nitrates à partir de sources agricoles ».
Ce recours donnera lieu à une demande de décision préjudicielle portant sur le maintien d'un plan ou programme en l'absence d'évaluation environnementale adaptée. La réponse donnée dans l'arrêt de la Cour de justice de l'Union européenne du 28 février 2012 reprend, entre autres, que lorsqu'une juridiction nationale est saisie sur l'annulation d'un plan ou programme, si elle constate que celui-ci « a été adopté en méconnaissance de l'obligation prévue par cette directive de procéder à une évaluation environnementale préalable, cette juridiction est tenue d’adopter toutes les mesures générales ou particulières prévues par son droit national afin de remédier à l’omission d’une telle évaluation, y compris l’éventuelle suspension ou annulation du « plan » ou « programme » attaqué ». Dans le cadre de cette affaire, la Cour permettra tout de même le maintien du plan relatif sous certaines conditions.

## Stop béton
La politique dite du « stop béton » est un objectif fixé par le gouvernement Di Rupo III visant à réduire l'artificialisation du sol en Région wallonne afin de lutter contre le phénomène de l'étalement urbain. Bien qu'elle ne figure pas telle quelle dans la déclaration de politique régionale, la mesure est censée entrer en vigueur en 2025 via la mise en application d'un plafond de la surface disponible à l'urbanisation.
Cette mesure est une réponse à l'exigence de l'Union européenne « zéro artificialisation nette en 2050 ». Celle-ci consiste à atteindre à partir de 2050 zéro kilomètre carré d'espace urbanisé supplémentaire dans chaque pays membre.
Afin d'établir cette stratégie de long terme, Canopea (ex IEW) a été sollicité et a publié en 2019 un ouvrage de référence intitulé « Stop Béton - Le territoire au service de l’urgence climatique et sociale ». Celui-ci s'articule autour de deux questions majeures : « Pourquoi stopper le béton? » et « Comment stopper le béton ? ».
Plusieurs raisons sont évoquées contre l'artificialisation du territoire et l'étalement urbain. Il s'agit par exemple du coût que représente le modèle de la villa quatre façades pour la société dans son ensemble et pour ses occupants, ainsi que leurs impacts sur les terres agricoles et sur l'environnement.
Afin d'atteindre cet objectif final de zéro artificialisation nette d'ici 2050, Canopea propose huit balises. Celles-ci reprennent entre autres la nécessité de diminuer l'utilisation de la voiture individuelle en privilégiant les modes de transport actifs ou les transports en commun, favoriser la densité du bâti, inciter à la rénovation plutôt qu'à la démolition-reconstruction, ou encore améliorer le cadre naturel et environnemental.
En prenant comme exemple le projet de l'écoquartier Thomas et Piron dans le village de Schoppach à côté d'Arlon, Hélène Ancion chargée de mission chez IEW affirme que la mesure Stop béton « ne veut pas dire qu'il faut nécessairement se ruer sur les moindres dents creuses, même en zone urbanisable ». Elle insiste également sur la nécessité de garantir une qualité de vie optimale aux habitants et sur l'intérêt de se baser sur le bâti existant.
Le 5 janvier 2020 lors d'un entretien pour le journal Le Soir, le ministre wallon de l'aménagement du territoire Willy Borsus appuie la nécessité de la mesure Stop béton. Pour lui, il est nécessaire de « convaincre les gens de choisir la ville et les cœurs de village » afin de favoriser l'intérêt général.